# Анкер Йоргенсен
Анкер Генрік Йоргенсен (дан. Anker Jørgensen), (1922-2016), данський державний і громадсько-політичний діяч, дипломат.

## Біографія
Народився 13 червня 1922 року в Копенгагені, Данія.
З 1950 по 1956 — заступник голови робочої профспілки.
З 1956 по 1960 — голова робочої профспілки.
З 1960 — голова профспілки робочих без кваліфікації.
З 1960 по 1964 — член міської ради Копенгагена від соціал-демократичної партії.
З 1964 — депутат парламенту Данії.
З 1972 по 1987 — голова Соціал-демократичної партії Данії.
З 1972 по 1973 — Прем'єр-міністр Данії.
З 1975 по 1982 — вдруге Прем'єр-міністр Данії. Під час його перебування на посаді відбулося дві економічних нафтові кризи 1973 та 1979 років, які наклали сильний відбиток на економіку Данії.
З 1 липня 1978 по 30 серпня 1978 — міністр закордонних справ Данії.